# Megaselia aristica
Megaselia aristica är en tvåvingeart som först beskrevs av Schmitz 1920.  Megaselia aristica ingår i släktet Megaselia, och familjen puckelflugor. Arten är reproducerande i Sverige.